# Melampyrum bihariense
Melampyrum bihariense är en snyltrotsväxtart som beskrevs av A. Kerner. Melampyrum bihariense ingår i släktet kovaller, och familjen snyltrotsväxter. Inga underarter finns listade i Catalogue of Life.